# Kruševica (montagne)
Pour l’article homonyme, voir Kruševica.
Le mont Kruševica (en serbe cyrillique : Крушевица) est une montagne du sud-est de la Serbie. Il culmine à 910 m d'altitude.

## Géographie
Le mont Kruševica est situé au nord-est de Leskovac et au nord de Vlasotince. Il est bordé par la rivière Vlasina et la dépression de Leskovac-Vlasotince au sud et par la Juzna Morava à l'ouest. Il est entouré par le mont de la Ostrozub au sud, par les monts Ruj au sud-est, par la Kukavica à l'ouest, par les monts Babička gora au nord-ouest et par ceux de la Suva planina au nord-est.